# Rives-en-Seine
Rives-en-Seine é uma comuna francesa na região administrativa da Normandia, no departamento do Sena Marítimo. Estende-se por uma área de 34.14 km². Em 2010 a comuna tinha 4 269 habitantes (densidade: 125 hab./km²).
Foi criada em 1 de janeiro de 2016, a partir da fusão das antigas comunas de Caudebec-en-Caux, Saint-Wandrille-Rançon e Villequier.